# Digitaria tomentosa
Digitaria tomentosa là một loài thực vật có hoa trong họ Hòa thảo. Loài này được (J.Koenig ex Rottler) Henrard mô tả khoa học đầu tiên năm 1934.